# Polizia di Minneapolis
La polizia di Minneapolis (Minneapolis Police Department o MPD) è il dipartimento di polizia locale della città di Minneapolis in Minnesota. È il più grande dipartimento di polizia dello stato. Fondato nel 1867, è il secondo dipartimento di polizia più antico dello stato del Minnesota, dopo il dipartimento di polizia di Saint Paul, fondato nel 1854.
Il moderno dipartimento è organizzato in quattro uffici sotto il controllo del vice capo della polizia Mike Kijos, che riferisce poi al capo della polizia Medaria Arradondo.
La città è divisa in cinque zone con 800 ufficiali giurati e 300 impiegati civili. Al culmine della popolazione della città, MPD ha servito oltre 521 000 persone e oggi serve oltre 425 000 persone a partire dall'ultima stima del censimento.
L'MPD risponde a circa quattrocentomila chiamate all'anno per l'assistenza ed esegue circa cinquantamila controlli di polizia all'anno. In confronto il centro medico della contea di Hennepin EMS risponde a 60 000 chiamate all'anno per l'assistenza.
In città operano anche il dipartimento di polizia dell'Università del Minnesota (UMPD), la polizia di Minneapolis Park, la polizia dei trasporti della metropolitana e l'ufficio dello sceriffo della contea di Hennepin. La polizia della Commissione degli aeroporti metropolitani serve l'aeroporto internazionale di Minneapolis-Saint Paul nella contea di Hennepin non incorporata.

## Storia
Nel diciannovesimo secolo, la città di St. Anthony e la città di Minneapolis furono per la prima volta adeguatamente servite da un maresciallo della città con sede a Sant'Antonio, assistito da agenti. Dotato del potere di arresto, lo usavano raramente. I criminali condannati sarebbero stati inviati al carcere della contea di Ramsey o al penitenziario di Stillwater fino a quando il tribunale e il carcere della contea di Hennepin non furono costruiti nel 1857. Quando le due città si fusero e si unirono come Minneapolis nel 1867, il sindaco Dorilus Morrison nominò immediatamente H. H. Brackett come primo capo della polizia. Con sei pattugliatori, il nuovo dipartimento di polizia di Minneapolis ha servito una popolazione di circa 5 000 persone. Nel 1884, la forza contava 100 uomini e il laboratorio di Shingle Creek fu completato.
Durante la seconda guerra mondiale 117 ufficiali MPD hanno combattuto per gli Stati Uniti nelle forze armate. Negli anni '50 la crescita della popolazione aumentò la città a oltre 500 000 residenti con quasi seicento ufficiali giurati. Nel 1952 il Drunkometer, precursore dell'enxilyzer, fu usato per la prima volta a Minneapolis. Durante gli anni '60, le grandi rivolte lungo Plymouth Avenue portarono alla creazione di una divisione per le relazioni con la comunità. Gli anni '70 videro il primo utilizzo della tecnologia digitale mobile (MDT) nelle auto di squadra. Negli anni '80 e '90 la polizia orientata alla comunità divenne fondamentale. Nel tentativo di avvicinarsi alla comunità è stata creata la Community Crime Prevention / SAFE Unit.
Il 28 maggio 2020, il 3º distretto del dipartimento fu distrutto in seguito alle rivolte provocate dall'omicidio di George Floyd.

## Gradi
| Qualifica                         | Insegna di grado | Insegna sulla divisa                                          |
| --------------------------------- | ---------------- | ------------------------------------------------------------- |
| Capo del dipartimento             |                  | Broad gold stripe and two narrow gold stripes below gold star |
| Vice capo                         |                  | Broad gold stripe and narrow gold stripe below gold star      |
| Assistente capo                   |                  | Broad gold stripe                                             |
| Ispettore                         |                  | Two narrow gold stripes                                       |
| Capitano                          |                  | Two narrow gold stripes                                       |
| Tenente                           |                  | Narrow gold stripe                                            |
| Sergente (20+ anni di servizio)   |                  |                                                               |
| Sergente (16–20 anni di servizio) |                  |                                                               |
| Sergente (11–15 anni di servizio) |                  |                                                               |
| Sergente (6–10 anni di servizio)  |                  |                                                               |
| Sergente (0-5 anni di servizio)   |                  |                                                               |
| Poliziotto                        |                  |                                                               |